# Лейкин, Якуб

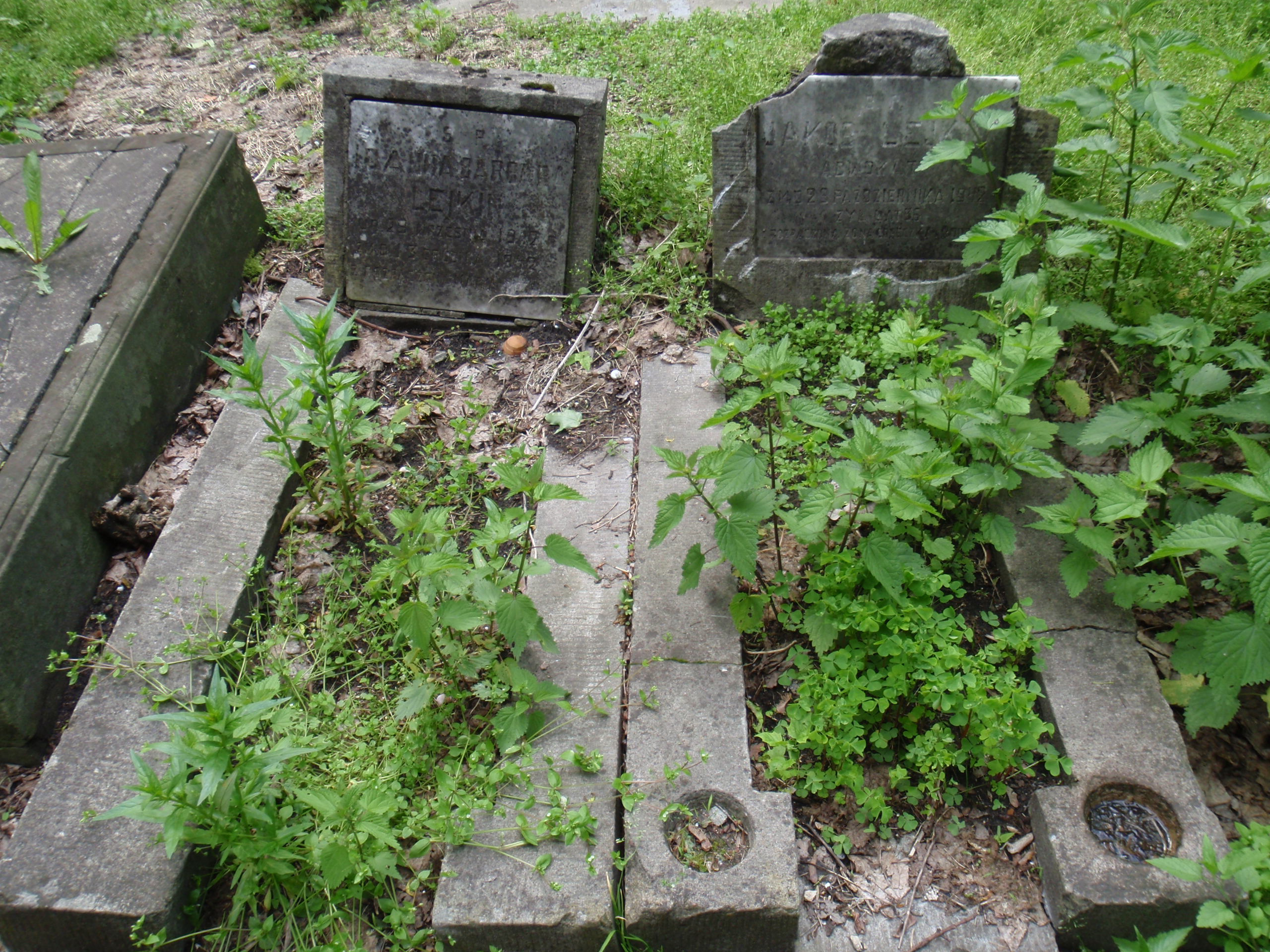
Могила Якуба Лейкина (правая) на еврейском кладбище при улице Окоповой, Варшава, Польша

Якуб Лейкин (пол. Jakub Lejkin, 1906 — 29.10.1942 г., Варшава, Польша) — польский адвокат еврейского происхождения, сотрудничавший с немецкой оккупационной властью в варшавском гетто, являлся заместителем командира еврейской полиции и исполняющим обязанности командира с мая по июль 1942 года после временного ареста командира Юзефа Шеринского.

## Биография
До Второй Мировой войны Якуб Лейкин работал в Варшаве адвокатом. После организации варшавского гетто поступил на службу в еврейскую полицию. Отличался особой жестокостью, участвовал в депортации жителей гетто в концлагеря.
Был приговорён к смертной казни Еврейской боевой организацией. 29 октября 1942 года был застрелен Элиашем Ружанским на улице Генсой (сегодня — улица Мордехая Анелевича) на пути домой из комендатуры. Убийство Якуба Лейкина стало первым осуществлённым смертным приговором Еврейской боевой организации.
Якуб Лейкин был похоронен на главной аллее еврейского кладбища на улице Окоповой (квартал 12).